# America's Next Top Model, Ciclo 1
O ciclo 1 de America's Next Top Model foi um reality show apresentado por Tyra Banks, que visa encontrar alguém que poderia ser uma supermodelo. O programa foi originalmente exibido entre 20 de maio e 15 de julho de 2003.
Este foi o único ciclo a contar com apenas dez competidoras, enquanto o restante contava com, pelo menos, 12 garotas. O destino internacional foi Paris, França. Adrianne Curry, de Joliet (Illinois) venceu a competição e ganhou um contrato com a empresa de cosméticos Revlon, um contrato com a agência Wilhelmina Models e uma sessão de fotos na revista Marie Claire.

## Competidoras
(idades na época do programa)
| Competidora             | Idade | Cidade Natal            | Colocação |
| ----------------------- | ----- | ----------------------- | --------- |
| Tessa Carlson           | 19    | Chicago, Illinois       | 10º lugar |
| Katie Cleary            | 21    | Glenview, Illinois      | 9º lugar  |
| Nicole Panattoni        | 22    | Murrieta, California    | 8º lugar  |
| Ebony Haith             | 24    | Harlem, New York        | 7º lugar  |
| Giselle Samson          | 18    | Corona, California      | 6º lugar  |
| Kesse Wallace           | 21    | Little Rock, Arkansas   | 5º lugar  |
| Robynne "Robin" Manning | 26    | Memphis, Tennessee      | 4º lugar  |
| Elyse Sewell            | 20    | Albuquerque, New Mexico | 3º lugar  |
| Shannon Stewart         | 18    | Franklin, Ohio          | 2º lugar  |
| Adrianne Curry          | 20    | Joliet, Illinois        | Vencedora |

## Resumo dos episódios

### A Garota Que Queria Isso Muito
Vinte semifinalistas chegaram às audições e foram informadas de que apenas 10 passariam para as finais. Após as audições, Tyra revelou que ela e os produtores concordaram que somente oito garotas passariam para as finais. As oito concorrentes selecionadas chegaram a Nova York e foram levadas até o loft no Flatotel Hotéis. Depois, descobriram que duas competidoras adicionais, Giselle e Tessa, foram adicionadas ao grupo depois de terem sido sondadas em uma audição separada, preenchendo as vagas restantes. Elas foram para seu primeiro desafio, onde deveriam falar em público, com Janice Dickinson. Ebony venceu o desafio, ficando imune no painel.
Depois de se fazerem depilações nas competidoras, elas se dirigiram para o seu primeiro photoshoot, fotos com os biquínis JLO by Jennifer Lopez em cima de um arranha-céu de Manhattan. Na primeira sessão de julgamento, os juízes sentiram que Elyse era muito magra, e que Tessa não saberia posar. Eles também observaram que Shannon não se sentia confortável e, talvez, ela tenha se bronzeado muito. Os juízes decidem eliminar Tessa, porque mesmo que ela tenha um jeito high fashion, eles viram que ela não tinha personalidade para ser uma modelo.
- Primeira a ser chamada: Ebony Haith
- Berlinda: Shannon Stewart & Tessa Carlson
- Eliminada: Tessa Carlson
- Fotógrafo: Douglas Bizzaro & Elizabeth Moss

### A Garota Que Está Aqui Para Vencer, Não Para Fazer Amigos
A tensão explodiu na casa, entre as cristãs - Robin e Shannon - e vários outras concorrentes, especialmente a respeito do ateísmo de Elyse e da homossexualidade de Ebony. Depois de uma aula de passarela com Jay Alexander, Giselle ganhou o desafio por seu ótimo andar. Ela foi fazer um desfile para Wyclef Jean, e escolheu Adrianne, Nicole e Katie para acompanhá-la, para desgosto de Ebony. Quando Ebony decidiu não contar a elas sobre o Tyra Mail que chegou quando estavam fora, as cristãs desceram ao lobby do hotel e disseram as outras meninas sobre o Tyra Mail. No dia seguinte, Robin, para aliviar a tensão entre as meninas, decidiu fazer uma oração em grupo. Elyse se irritou com isso, e foi ao confessionário desabafar sobre sua raiva contra as outras competidoras.
A sessão de fotos foi outra sessão de biquíni, mas desta vez para a revista Stuff. No painel, as meninas foram desafiadas para desfilar ao retirar seus casacos. A foto de Katie foi novamente criticada por ser muito pornográfica, enquanto Kesse tornou-se muito emocional quando criticada. Isso levou as duas à berlinda. No final, Katie foi eliminada pelo seu apelo sexual nas fotos.
- Primeira a ser chamada: Shannon Stewart
- Berlinda: Katie Cleary & Kesse Wallace
- Eliminada: Katie Cleary
- Fotógrafo: Barry Hollywood
- Convidado Especial: Wyclef Jean

### A Garota Que Vai Para A Emergência
As oito participantes restantes receberam makeovers. Giselle, Robin e Ebony ficaram insatisfeitas com seus novos cabelos. Depois de uma aula sobre como conseguir um visual mais clean, o desafio era de fazer o melhor trabalho colocando maquiagem. Elyse venceu o desafio, e, como recompensa, iria, junto de três amigas, para uma festa com pessoas influentes do mundo da moda. Ela escolheu Adrianne e Nicole para acompanhá-la, e acabou escolhendo Robin por sorteio. Nicole decidiu não ir porque ela queria conversar com o namorado.
Mais tarde, foi anunciado que o photoshoot da semana seria com cobras. Robin e Nicole ficaram apavoradas com a cobra, mas a maioria das meninas conseguiu tirar fotos fortes. No dia seguinte, Adrianne foi levada às pressas para o hospital com intoxicação alimentar grave, e mais tarde ela voltou para a competição, o que impressionou os jurados. No painel, Ebony foi criticado por não saber cuidar de sua pele, e Nicole foi eliminada por não se comprometer o suficiente com a competição.
- Primeira a ser chamada: Shannon Stewart
- Berlinda: Ebony Haith & Nicole Panattoni
- Eliminada: Nicole Panattoni
- Fotógrafo: Troy Ward
- Convidado Especial: Kim Lepine, Jon Silverman, Max Tucci, Janice Combs, Constance White, Derek Kahn

### A Garota Que Deixa Todas Malucas
As sete concorrentes restantes foram desafiadas a aprimorar suas habilidades de atuação. O desafio de recompensa foi vencido por Robin, que escolheu Kesse e Shannon para obter um tratamento em um SPA. As outras garotas foram deixadas para limpar o apartamento, enquanto os especialistas do SPA cuidavam das outras garotas no apartamento. Ebony estava zangada com Giselle depois que ela se mostrou preguiçosa por não ajudar a limpar o apartamento. A namorada de Ebony, as visitou e, embora a maioria das meninas fossem educadas e se apresentaram, Shannon e Robin preferiram ficar na sala e ler a Bíblia, o que ofendeu Ebony, que sentiu que elas estavam sendo hipócritas e homofóbicas. Shannon depois pediu desculpas a Ebony e até mesmo admitiu que ela precisava se tornar mais tolerante com as pessoas de diferentes orientações sexuais.
As garotas fizeram um comercial para as lentes de contato Look. No painel, enquanto Kesse se destacou, várias meninas receberam duras críticas por suas atuações. Adrianne foi informada de que seu sotaque era muito forte, e Shannon foi advertida por seu sorriso desajeitado e falta de sensualidade. No entanto, onde Giselle e Ebony se encontravam na berlinda. Os jurados disseram que, embora ela tinha um grande potencial para se tornar uma modelo, Giselle precisava se tornar mais auto-confiante. No entanto, em um chocante eliminação, Ebony foi eliminada devido a sua estranha performance no comercial.
- Primeira a ser chamada: Kesse Wallace
- Berlinda: Ebony Haith & Giselle Samson
- Eliminada: Ebony Haith
- Diretor do Comercial: Loren Haynes
- Convidado Especial: Jon Silverman, Alice Spivak, Tracy Staus

### A Garota Que Todos Acham Que Está Se Matando
As meninas foram ensinadas como responder a perguntas de entrevistas neste episódio. Enquanto Elyse estava sendo entrevistada, as outras meninas fofocavam sobre seu peso e falaram sobre os incidentes que elas acreditavam que provava que ela tinha um distúrbio alimentar. No desafio, as competidoras tentaram impressionar um entrevistador difícil. Elyse ganhou o desafio e a oportunidade de convidar um de seus entes queridos para Nova York, para uma breve visita. Ela escolheu Adrianne para compartilhar seu prêmio, que se emocionou muito, afirmando que sua mãe nunca tinha ido a Nova York e que sua família nunca teve dinheiro suficiente para viajar.
Na sessão de fotos, onde o namorado de Elyse e a mãe de Adrianne estavam presentes, cada modelo foi fotografada com sapatos da Reebok junto de  Clinton Portis. No painel, Elyse foi criticada novamente por ser muito magra, e Giselle foi enviada para casa por não ser capaz de superar seus problemas de auto-confiança, apesar de seu talento fenomenal.
- Primeira a ser chamada: Adrianne Curry
- Berlinda: Elyse Sewell & Giselle Samson
- Eliminada: Giselle Samson
- Fotógrafo: Daniel Garriga
- Convidado Especial: Cindy Berger, Jon Silverman, Clinton Portis, Christine Curry, Martin Crandall, Derek Kahn, Steve Santagati

### A Garota Que Lida Com Um Pervertido
As cinco participantes restantes - Kesse, Robin, Elyse, Shannon, e Adrianne  - foram informadas de que elas estariam voando para Paris, a capital do mundo da moda. Em seu hotel, Robin foi escolhida por sorteio para dormir no chão, para seu desânimo. Elas tiveram uma sessão de lingerie para Wonder Bra com o modelo Brad Pinkert, que Shannon tinha uma queda, e a cada menina foi dada a oportunidade de ir em vários go-sees para impressionar estilistas parisienses.
Adrianne ficou perturbada depois de um encontro indesejado com um homem que tentou tocá-la enquanto ela lhe pedia uma informação. Kesse passou muito tempo conhecendo Paris, fazendo-a perder um go-see e Robin pagou alguém para acompanhá-la, o que foi inadmitido pelos jurados. No painel, Elyse foi elogiada por seu go-see, enquanto Kesse e Adrianne encontraram-se na berlinda por não comparecerem nos go-sees. Kesse foi eliminda por não demonstrar desejo o suficiente para continuar na competição, o que levou a maioria dos juízes e competidoras às lágrimas.
- Primeira a ser chamada: Elyse Sewell
- Berlinda: Adrianne Curry & Kesse Wallace
- Eliminada: Kesse Wallace
- Fotógrafo: Michel Haddi
- Convidado Especial: Pink, Brad Pinkert, Emma Mackie, Marilyn Gauthier

### As Garotas Ficam Realmente Nuas
Esta semana, as quatro meninas restantes tiveram suas fotos tiradas por Tyra em uma sessão de fotos improvisada em preto-e-branco. Em seguida, elas viajaram para a Casa de Carven, a mais antiga casa de alta costura em Paris. Elas aprenderam a incorporar vestidos de alta costura com uma atitude sedutora. De volta à casa, as meninas receberam um Tyra Mail dizendo que elas teriam algum tempo livre no dia seguinte. Quando Adrianne disse que queria visitar o túmulo de Jim Morrison, provocou um conflito entre elas, especificamente com Robin, que queria ir às compras. Eventualmente, as garotas se dividiram em grupos de dois (Shannon com Robin e Elyse com Adrianne).
Para o desafio da semana, as meninas foram ao restaurante Fouquet junto de quatro cavalheiros, que as julgaram em sua capacidade de conduzir uma situação de alta costura. A personalidade brilhante de Adrianne encantou os senhores e ela foi escolhida como a vencedora. Ela escolheu Elyse para se juntar em sua recompensa, que foi uma estadia de uma noite na Suite Presidencial, no Le Méridien Hotel. No dia seguinte, as meninas chegaram ao Buddha Bar para um ensaio fotográfico nu, de Mérito Jóias Diamond. No entanto, Robin e Shannon decidiram não participar, apesar de se oferecer a elas lingeries de tons de pele.
No painel, Elyse foi chamada primeira por sua versatilidade, seguida por Adrianne, que tirou uma foto ótima. Robin foi acusada de fazer sua decisão de não participar na sessão de fotos parecer falsa, enquanto Shannon foi criticada por sua incapacidade de seguir conselhos, embora ela também não tivesse participado na sessão de fotos. No final, a personalidade extrovertida de Shannon a salvou, e Robin foi mandada para casa, já que os juízes achavam que ela poderia ser muito conservadora para a indústria da moda.
- Primeira a ser chamada: Elyse Sewell
- Berlinda: Robin Manning & Shannon Stewart
- Eliminada: Robin Manning
- Fotógrafo: Tyra Banks, Patrick Katzman
- Convidado Especial: Pascal Millet, Derek Khan

### Como As Garotas Chegaram Aqui
Este episódio comenta sobre a jornada das meninas até a final de três. Ele também mostrou vários clipes, incluindo as audições as meninas.

### A Garota Que Se Torna A America's Next Top Model
As três finalistas foram avaliadas por Kimora Lee Simmons e novamente pela comissão de jurados para receber um passe para o desfile final. Shannon foi chamada primeira, enquanto Elyse e Adrianne - que haviam se tornado amigas íntimas através da competição - foram colocadas na berlinda. Elyse, a favorita, foi eliminada porque os juízes não sentiram que levava a sério a profissão, que exigia inteligência e beleza.
- Primeira a ser chamada: Shannon Stewart
- Berlinda: Adrianne Curry & Elyse Sewell
- Eliminada: Elyse Sewell

Pouco depois, Adrianne e Shannon se enfrentaram na passarela para a Baby Phat e, finalmente, as meninas enfrentaram o painel uma última vez. Durante a avaliação, Shannon foi elogiada por seu andar, recebendo apoio de Janice Dickinson, e por sua eloquência, mas foi criticada por ser muito comercial. Por outro lado, Tyra revelou que ela ficou surpreendida, no bom sentido, por Adrianne ter chegado tão longe, e ela também foi elogiada por seu caráter. Após a avaliação, Tyra disse que a America's Next Top Model seria revelada na capa de uma grande revista ficcional de ANTM atrás do painel de jurados. Assim que a capa é revelada, descobrimos que Adrianne Curry é a primeira garota a ser coroada America's Next Top Model.
- Final: Adrianne Curry & Shannon Stewart
- America's Next Top Model: Adrianne Curry
- Convidado Especial: Drew Lineham

## Resumos

### Ordem de Chamada
| Ordem | Episódios | Episódios | Episódios | Episódios | Episódios | Episódios | Episódios | Episódios | Episódios | Episódios |
| Ordem | 1         | 1         | 2         | 3         | 4         | 5         | 6         | 7         | 9         | 9         |
| ----- | --------- | --------- | --------- | --------- | --------- | --------- | --------- | --------- | --------- | --------- |
| 1     | Nicole    | Ebony     | Shannon   | Shannon   | Kesse     | Adrianne  | Elyse     | Elyse     | Shannon   | Adrianne  |
| 2     | Robin     | Elyse     | Nicole    | Kesse     | Elyse     | Kesse     | Shannon   | Adrianne  | Adrianne  | Shannon   |
| 3     | Kesse     | Kesse     | Giselle   | Elyse     | Adrianne  | Shannon   | Robin     | Shannon   | Elyse     |           |
| 4     | Elyse     | Adrianne  | Robin     | Giselle   | Robin     | Robin     | Adrianne  | Robin     |           |           |
| 5     | Katie     | Katie     | Adrianne  | Adrianne  | Shannon   | Elyse     | Kesse     |           |           |           |
| 6     | Ebony     | Nicole    | Ebony     | Robin     | Giselle   | Giselle   |           |           |           |           |
| 7     | Adrianne  | Giselle   | Elyse     | Ebony     | Ebony     |           |           |           |           |           |
| 8     | Shannon   | Robin     | Kesse     | Nicole    |           |           |           |           |           |           |
| 9     |           | Shannon   | Katie     |           |           |           |           |           |           |           |
| 10    |           | Tessa     |           |           |           |           |           |           |           |           |

     A competidora foi eliminada
     A competidora venceu a competição
- No episódio 1, o grupo de 20 meninas foi reduzido a 8. Depois, Giselle e Tessa foram introduzidas  à competição.
- No episódio 7, Shannon e Robin se recusaram a posar nuas.
- O episódio 8 foi o episódio de recapitulação.

### Jurados
- Tyra Banks
- Janice Dickinson
- Kimora Lee Simmons
- Beau Quillian
- Lawrence Milton